# Bellevue-la-Montagne
Bellevue-la-Montagne é uma comuna francesa na região administrativa de Auvérnia-Ródano-Alpes, no departamento de Alto Loire. Estende-se por uma área de 32,47 km². Em 2010 a comuna tinha 444 habitantes (densidade: 13,7 hab./km²).